# Contra
Contra (яп. 魂斗羅, Kontora), розповсюджувалася в Європі і Океанії під назвою Gryzor — відеогра жанру біжи і стріляй розроблена і видана компанією Konami. Спочатку випущена для аркадних ігрових автоматів 20 лютого 1987 року. Домашня версія була як порти для різних персональних комп'ютерних систем та ігрових консолей. Домашні версії були локалізовані для регіону PAL під назвою Gryzor на різних комп'ютерних форматах, і також під назвою Probotector гра була випущена пізніше для NES. Contra є першою грою із однойменної серії.

## Ігровий процес

Перший рівень гри

### Основи
Геймплей цієї частини став класичним для серії: персонаж гравця в більшості рівнів переміщується зліва направо, знищуючи різноманітних ворогів, що нападають з різних сторін, стаціонарні гармати, турелі, танки, падаючі гранати. Грати можна одному або вдвох за одним пристроєм. У кінці кожного рівня знаходиться свій оригінальний бос — особливо сильний і великий противник.
На рівнях можна підібрати нову зброю (яка замінює наявну), корисні бонуси, такі як захисний бар'єр чи пришвидшення стрілянини. Зброя та її поліпшення знаходяться в контейнерах, які іноді пролітають по екрану або розташованих на місці. Щоб вміст контейнера випав, його потрібно підстрелити. На початку дається 3 життя, де запасні представлено на екрані значками медалей. Можливо ще 3 рази продовжити гру в разі загибелі, але вже з 2-ма життями кожного разу. Після загибелі вся підібрана зброя і бонуси втрачаються.
Графіка в грі на свій час була однією з найкращих на NES. Ця якість полягала не стільки в промальовуванні, скільки в її виконанні, в тому, як вона впливала на атмосферу гри. У створенні атмосфери допомагала й музика — треки підкреслювали тон того чи іншого рівня. Самі рівні, котрих є 8, різноманітні за зовнішнім виглядом і досить різняться за способами проходження. Так, перший рівень пробігається в напрямку зліва направо. Другий — послідовне проходження коридорів бази з видом ззаду героя. Третій — стрибки вгору, на вершину високої скелі, що знаходиться поруч з водоспадом.

### Зброя і бонуси
- Спочатку персонаж починає гру з гвинтівкою, кулі якої летять з високою швидкістю. Після знищення він з'являється з нею ж. Ця зброя є універсальною, але порівняно слабкою.
- '(M)' (Machinegun, кулемет) — стріляє автоматично чергою куль, не вимагаючи натискань кнопки стрілянини.
- '(S)' (Spread, Super, Shotgun або Salute, дробовик) — випускає п'ять куль середньої швидкості за постріл. Кулі летять віялом, що дозволяє стріляти не прицільно, вражати кількох ворогів одночасно або влучати в ціль кількома кулями. Якщо на кнопку вогню натискати дуже часто, то «віяла» можуть створювати дуже щільний потік вогню. На практиці така стрілянина виходить на геймпадах з кнопками Turbo (для автоматичних частих натискань).
- '(F)' (Fire або Fougasse, вогнемет) — стріляє повільними згустками полум'я, які рухаються в напрямку пострілу широкими колами, захоплюючи значну площу.
- '(L)' (Laser, лазер) — стріляє променем, фактично ланцюжком коротких променів, що летять із середньою швидкістю. Перезаряджається миттєво. Якщо вистрілити знову, поки летить попередній промінь, то він зникне. При стрільбі кнопкою «турбо» виходить, що промінь завжди знаходиться перед персонажем.
- '(B)' (Barrier, бар'єр) — тимчасова невразливість. Противники самі гинуть при зіткненні з персонажем.
- 'Значок орла' — вбиває всіх ворогів в межах екрану, коли його підібрати.
- '(R)' (Rapid, прискорення) — збільшує максимальну кількість куль, які летять одночасно, і їх швидкість[1].

Якщо перед початком гри на екрані вибору гравців набрати Код Konami, то буде отримано 30 життів.

## Персонажі
Гра має двох грабельних персонажів: Білла Райзера та Ленса Біна. Вони відрізняються лише зовнішністю.
- Білл «Скажений пес» Райзер (Bill «Mad Dog» Rizer)  — у цій грі блондин (в деяких версіях рудий) з синьою пов'язкою. В багатьох версіях також носить сині штани.
- Ленс «Скорпіон» Бін (Lance «Scorpion» Bean)  — темноволосий з червоною пов'язкою. В багатьох версіях також носить червоні штани.

## Сюжет
Передісторія гри описується в керівництві. Згідно неї, 12 вересня 2631 було зафіксовано падіння метеорита на архіпелаг за 20 км від Нової Зеландії. Два роки по тому, в 2633, зловмисник, відомий як Червоний Яструб (Red Falcon), закріпився на архіпелазі й планує атакувати все людство. Для його знищення на архіпелаг посилають двох бійців організації Contra: Білла Райзера і Ленса Біна.

### Рівні
1. The Jungle (укр. Джунглі) — ліс, що патрулюється ворожими солдатами та автоматичним турелями. Наприкінці, як бос, знаходиться вхід до ворожої бази з гарматами та охороною;
2. Base (укр. База) — складається з п'яти послідовних кімнат, де ігровий процес відбувається з виглядом ззаду. Гравцеві протистоять солдати і різноманітні охоронні системи, а в кінці рівня — охоронюваний термінал управління базою;
3. Waterfall (укр. Водоспад) — рівень з виглядом збоку, але вертикальною прокруткою. Герой пробирається від підніжжя на верх по каменях, борючись з охороною. Наприкінці знаходяться чужопланетянин, який охороняє вхід до іншої бази;
4. Base 2 (укр. База 2) — як і Рівень 2, з виглядом ззаду. Складається з восьми кімнат і терміналу;
5. The Snowfield (укр. Снігова рівнина) — тундра, на якій гравцеві протистоять солдати і військова техніка. Бос рівня, антигравітаційний шатл, закриває шлях до підземного заводу;
6. Energy Zone (укр. Енергетична зона) — виробничі приміщення з пастками, як вогонь і шипи, в кінці яких знаходиться бос-велетень;
7. Hangar (укр. Ангар) — ще одне приміщення з пастками, яке веде до захищеної брами;
8. Alien Lair (укр. Лігво прибульця) — тунель, складений з органіки, де на персонажа нападають чужопланетяни. На цьому рівні знаходиться фінальний бос — Червоний Яструб і його серце[3].

В підсумку з'ясовується, що Червоний Яструб — це чужопланетянин і герої знищують його серце. Острів вибухає, а Білл та Ленс встигають його покинути (в японській версії, в інших доля героїв стає ясною вже з продовження). У японській версії для Famicom спеціальним кодом під час фінальної заставки можна розблокувати секретний фінал, при якому після титрів з'явиться послання від Червоного Яструба з обіцянкою помститися.

## Contra vs Probotector
Американська версія вийшла раніше за інші, тому в Україні вона більш відома. Однак графіка в японській версії значно якісніша, у пейзажі гри додана анімація. Так, в першому, п'ятому та восьмому рівнях елементи заднього плану рухливі: у першому рівні тремтять листя дерев; в п'ятому рівні гілки ялинок колихаються від вітру, іноді починає йти сніг; у восьмому рівні створюється враження знаходження головних героїв усередині живого організму. У першому рівні змінена структура каменів, у третьому рівні дещо змінено водоспади. Перед завантаженням чергового рівня відображаються різні анімаційні вставки та карта острова. Закінчення японської версії дещо краще за Contra — острів вибухає, а головні герої встигають покинути його на вертольоті.
Гра Probotector (назва від robot і protector) була спеціально випущена для Європи. Оскільки в Німеччині було обмеження на насильство в іграх, люди в грі були замінені роботами. Також було змінено логотип гри.

## Відгуки
| Видання | Оцінка |
| ------- | ------ |
| AllGame | (NES)  |

У 2005 версія гри для NES потрапила на 83-у позицію списку ста найкращих ігор всіх часів за версією сайту IGN. «Red Falcon» (укр. Червоний Яструб) потрапив на 76 місце в рейтингу «100 найкращих злочинців в відеоіграх» за версією того ж сайту.

## Цікаві факти
- Зовнішній вигляд головних героїв дуже сильно нагадує Датча (Арнольда Шварцнегера) з фільму «Хижак» і Рембо (Сильвестра Сталлоне) з фільму «Рембо: Перша кров 2».